# IC 3904
IC 3904 је спирална галаксија у сазвјежђу Ловачки пси која се налази на листи објеката дубоког неба у Индекс каталогу.
Деклинација објекта је + 36° 17' 36" а ректасцензија 12h 55m 45,5s. Привидна величина (магнитуда) објекта IC 3904 износи 15,3 а фотографска магнитуда 16,0. IC 3904 је још познат и под ознакама MCG 6-28-43, CGCG 189-1, CGCG 188-29, KARA 558, KUG 1253+365, PGC 44075.